# بونكيو (طوكيو)
بونكيو (باليابانية: 文京区بونكيو-كو) وتعني «حي بونكيو» هو أحد أحياء طوكيو ال 23. يقع حي بونكيو قريباً من مركز العاصمة طوكيو وهو عبارة عن منطقة سكنية وتعليمية. حيث يقع فيه الحرم الرئيسي لجامعة طوكيو. مع بداية فترة ميجي سكن في بونكيو العديد من الأدباء مثل ناتسومه صوسيكي بالإضافة إلى العديد من السياسيين. وكانت صناعات الطباعة والعناية الصحية أعمدة اقتصاد بونكيو.

## تعليم

### جامعات

#### وطنية
- جامعة أوتشانوميزو
- جامعة تسكوبا (حرم أوتسكا)
- جامعة طوكيو (حرم هونغو)
- جامعة طوكيو للطب وطب الأسنان.

#### خاصة
- جامعة أتومي
- جامعة جونتندو
- جامعة تسوشوكو
- جامعة تويو
- جامعة طوكيو للإناث
- جامعة تشوأو
- جامعة توكو غاكوين
- جامعة نيبون الطبية
- جامعة بونكيو غاكوين.

## توأمة
لبونكيو (طوكيو) اتفاقيات توأمة مع:
- كايسرسلاوترن (1988 - )

## أعلام
- تيشي ماتسومارو
- شوجورو سوجيمارا
- كونو ياسوي
- هيرويوكي كانو
- كويتشي أويتا
- يوكيو هاتوياما
- هيروتو موراؤكا
- أندي هيوز
- تاكاكي يوشيموتو
- هاياو ميازاكي

## مواقع خارجية
- الموقع الرسمي لمدينة بونكيو باللغة الإنكليزية